# Unterseeboot 111 (1940)
Pour les articles homonymes, voir Unterseeboot 111.
L'Unterseeboot 111 (ou U-111) est un sous-marin allemand de type IX.B de la Kriegsmarine de la Seconde Guerre mondiale.

## Historique
L'Unterseeboot 111 quitte le port de Wilhelmshaven le 5 mai 1941 pour sa première patrouille. Il navigue dans la mer du Nord, passant au large de l'Islande et du Groenland où il coule deux navires britanniques : le Somersby et le San Felix et en endommage un : le Barnby , avant de croiser au large de Terre-Neuve puis de rejoindre sa destination finale : la Base sous-marine de Lorient le 7 juillet 1941, passant 64 jours en mer.
Il quitte Lorient pour sa deuxième patrouille le 14 août 1941 passant au large du Portugal pour patrouiller au large du Brésil où il coule deux navires : le Marken néerlandais et le Cingalese Prince britannique.

Lors de son retour vers Lorient, l'U-111 est coulé le 4 octobre 1941, après 52 jours en mer, au sud-est de Tenerife par des charges de profondeur lancées par le chalutier britannique HMS Lady Shirley reconverti pour la lutte anti-sous-marine, à la position géographique de 27° 15′ N, 20° 27′ O. 
Lors de cette attaque, il y a huit morts et 44 survivants.

## Affectations
- 2. Unterseebootsflottille du 19 décembre 1940 au 30 avril 1941 à Wilhelmshaven pendant sa période de formation
- 2. Unterseebootsflottille du 1er mai 1941 au 4 octobre 1941 à la base sous-marine de Lorient en tant qu'unité combattante

## Commandement
- Kapitänleutnant Wilhelm Kleinschmidt du 19 décembre 1940 au 4 octobre 1941

## Patrouilles
|       | Commandant                  | Départ       | Départ        | Arrivée        | Arrivée | Jours     | Succès   |
| ----- | --------------------------- | ------------ | ------------- | -------------- | ------- | --------- | -------- |
| 1     | Kptlt. Wilhelm Kleinschmidt | 5 mai 1941   | Wilhelmshaven | 7 juillet 1941 | Lorient | 64 jours  | 23 020   |
| 2     | Kptlt. Wilhelm Kleinschmidt | 14 août 1941 | Lorient       | 4 octobre 1941 | Lorient | 52 jours  | 14 193   |
| Total | Total                       | Total        | Total         | Total          | Total   | 116 jours | 37 213 t |

Note : Kptlt. = Kapitänleutnant

### Opérations Wolfpack
L'U-111 a opéré avec les Wolfpacks (meutes de loup) durant sa carrière opérationnelle:
1. West (13 mai 1941 - 5 juin 1941)

## Navires coulés
- L'Unterseeboot 111 a coulé quatre navires pour un total de 24 176 tonneaux et en a endommagé un autre de 13 037 tonneaux pendant ses deux patrouilles.

| Date              | Nom              | Nationalité | Tonnage (GRT) | Fait      |
| ----------------- | ---------------- | ----------- | ------------- | --------- |
| 13 mai 1941       | Somersby (en)    | Royaume-Uni | 5 170         | Coulé     |
| 20 mai 1941       | San Felix        | Royaume-Uni | 13 037        | Endommagé |
| 22 mai 1941       | Barnby           | Royaume-Uni | 4 813         | Coulé     |
| 10 septembre 1941 | Marken           | Pays-Bas    | 5 719         | Coulé     |
| 10 septembre 1941 | Cingalese Prince | Royaume-Uni | 8 474         | Coulé     |

### Sources
- (en) Cet article est partiellement ou en totalité issu de l’article de Wikipédia en anglais intitulé « German submarine U-111 (1940) » (voir la liste des auteurs).